# 布雷特·豪尔
布雷特·豪尔（英語：Brett Hauer，1971年7月11日—），美国男子冰球运动员，场上位置是后卫。他曾代表美国国家队参加1994年冬季奥林匹克运动会冰球比赛，获得第8名。